# Laser affine
Laser affine — вид квіткових рослин з родини окружкових (Apiaceae). Ареал охоплює такі країни: Грузія, північно-східна Туреччина.

## Середовище
Зустрічається на лісових галявинах, криволостних лісах та луках у субальпійському та альпійському поясах. Вирубка лісів, випас худоби та глобальна зміна клімату визначені як основні загрози для виду.